# Learned, Mississippi
Learned là một thành phố thuộc quận Hinds, tiểu bang Mississippi, Hoa Kỳ. Năm 2010, dân số của thành phố này là 94 người.

## Dân số
- Dân số năm 2000: 50 người.
- Dân số năm 2010: 94 người.